# ¿Qué hago yo?
"¿Qué hago yo?" é uma canção da dupla americana de música pop Ha*Ash. Foi lançado pela Sony Music Latin em 6 de março  de 2006 como single. É o terceiro single do seu álbum de estúdio Mundos Opuestos (2005). É uma trágica balada de amor.

## Composição e desempenho comercial
Foi lançado oficialmente como o terceiro single do seu álbum de estúdio Mundos Opuestos em 6 de março de 2006. "¿Qué hago yo?" foi escrito por Soraya, enquanto Áureo Baqueiro produziu a música. A música é uma balada. A canção atingiu a primeira posição da mais ouvida nas rádios do México. Em 12 de fevereiro de 2007, a música foi certificada pela AMPROFON como um disco de platina em formato rigtone.
O tema foi inspirado pela crise familiar que as irmãs estavam vivenciando, o intérprete americana era uma das poucas pessoas que tinham conhecimento sobre o processo de divórcio que os pais de Hanna e Ashley estavam tendo. Soraya repetidamente convidou a dupla para sua casa para compor: “Eu estou escrevendo músicas para as garotas. Eu gosto de garotas, eu as acho autênticas, gosto da energia delas. Eles têm um futuro muito grande, mesmo fora do México "- expressou a cantora.

## Vídeo musical
O vídeo musical de "¿Qué hago yo?" foi lançado em 24 de abril de 2010 na plataforma YouTube no canal oficial de Ha*Ash. Dirigido por Leo Sánchez, nele você pode ver as garotas da dupla cantando a música apenas com um piano ao fundo.

### VersãoPrimera fila: Hecho Realidad
O segundo videoclipe de "¿Qué hago yo?", gravado para o álbum ao vivo Primera Fila: Hecho Realidad, foi lançado em 29 de abril de 2015. Foi dirigido por Nahuel Lerena. O vídeo foi filmado em Estudios Churubusco, Cidade do México.

### Versão En vivo
O videoclipe gravado para o álbum ao vivo En vivo, foi lançado em 6 de dezembro de 2019. O vídeo foi filmado em Auditório Nacional em Cidade do México, no dia 11 de novembro de 2018.

## Desempenho nas tabelas musicais
| Tabela musical (2006)              | Maior posição |
| ---------------------------------- | ------------- |
| Estados Unidos - (Latin Pop Songs) | 50            |
| México - (Monitor Latino)          | 1             |
| México - (Mexico Espanol Airplay)  | 36            |

## Vendas e certificações
| Região | Certificação | Vendas/distribuição |
| --- | ------------ | ------------------- |
| México (AMPROFON) | Platina      | 80,000 rigtone ^    |
| *vendas baseadas apenas na certificação ^distribuições baseadas apenas na certificação ‡dados de streaming baseados somente em certificação |              |                     |

## Prêmios
| Ano  | Cerimônia            | Nomeação          | Resultado |
| ---- | -------------------- | ----------------- | --------- |
| 2017 | Vevo Certified Award | 100 000 000 views | Venceu    |

## Histórico de lançamento
| Região       | Data               | Formato | Gravadora        | Ref.  |
| ------------ | ------------------ | ------- | ---------------- | ----- |
| Mundialmente | 6 de março de 2006 | Airplay | Sony Music Latin | [ 6 ] |